# معركة عنتاب
في معركة عينتاب (بالإنجليزية: Battle of Aintab)‏، في أغسطس 1150، القوات الصليبية بقيادة الملك بالدوين الثالث صدت هدمات نور الدين زنكي من حلب وأجلت السكان المسيحيين اللاتين من كونتية الرها. كانت المعركة انتصاراً تكتيكياً وهزيمة إستراتيجية للصليبيين.